# 布伦娜·达米科
布伦娜·达米科（Brenna D'Amico，2000年9月28日—）是一位美国女演员和歌手。她因在迪士尼频道原创电影 《星光繼承者》 (2015)、《星光繼承者 2》 (2017) 和 《星光繼承者 3》 (2019) 中饰演简而闻名。

## 早期生活
出生于 2000 年 9 月 28 日，在伊利诺伊州芝加哥长大，父母是戴夫·达米科 (Dave D'Amico) 和香农·达米科 (Shannon D'Amico)。她有一个妹妹，名叫奥布里 (Aubree D'Amico)。她从八岁起就参加了芝加哥的青少年戏剧项目。12 岁时，她的父母给她找了一位经纪人，13 岁时，她去了洛杉矶，并在《星光繼承者》中预定了她的第一个表演角色。 电影上映后，她 16 岁搬到了洛杉矶。

## 个人生活
20015 年，达米科与搭档卡梅隆·伯埃斯 (Cameron Boyce) 约会，但他们似乎已于 2017 年分手。

## 影視作品
| 年分      | 名稱                                              | 角色            | 備註                      |
| --------- | ------------------------------------------------- | --------------- | ------------------------- |
| 2015      | 星光繼承者 (Descendants)                          | 简              | 电视电影                  |
| 2017      | 星光繼承者 2 (Descendants 2)                      | 简              | 电视电影                  |
| 2017      | 左右不逢源 (The Middle)                           | 莉拉            | 集稱: "Eyes Wide Open"    |
| 2017–2018 | 鸡女孩 (Chicken Girls)                            | 沙              | 重复演员阵容（第 1-2 季） |
| 2018      | 黑色代碼 (Code Black)                             | 娜塔莉          | 集稱: "Step Up"           |
| 2019      | 星光繼承者 3 (Descendants 3)                      | 简              | 电视电影                  |
| 2019      | 达利与斯潘奇历险记 (Adventures of Dally & Spanky) | 阿迪            | 电视电影, 主要角色        |
| 2020      | 从未列出的清单 (The Never List)                   | 莉兹            | 主要角色                  |
| 2021      | 夜夜 (Night Night)                                | 艾普丽尔·戴维斯 | 主要角色                  |
| 2022      | 碎 (Crushed)                                      | 阿里亚·戈德曼   | 主要角色                  |